# Каблуков Віктор Агапійович
Каблуков Віктор Агапійович (21 червня 1926, Дніпропетровськ - 14 серпня 2000, Дніпропетровськ) - український науковець, кандидат технічних наук (1964) присвоєно вчене звання доцента, педагог,  професор (1979). Ректор Дніпропетровського національного університету залізничного транспорту (1971-1997). Заслужений працівник вищої школи України. Почесний залізничник СРСР і України.

## Біографія
Син працівника залізниці. Учасник Великої Вітчизняної війни. У 1943 році добровільно пішов на фронт, служив автоматником. Після закінчення військової школи був артилерійським розвідником у 217-ому гвардійському стрілецькому полку. Брав участь в жорстоких боях в Молдавії, Румунії, Югославії, Угорщині на озері Балатон. Закінчення війни зустрів у Відні. Закінчив Дніпропетровський інститут інженерно-залізничного транспорту в 1956 р., де відтоді й працював: ректором 1971–1997рр, радником ректора 1997–2000 рр. З 1967-1971 працював в обкомі КПРС, завідувачем відділу науки та навчальних закладів. З 1992 року очолював комісію незалежних експертів "Укрзалізниці". У 1982-1995 голова ради ректорів вишів Дніпропетровська. Професор В. А. Каблуков зробив вагомий внесок в роботу колективу вчених щодо розв'язання проблеми підвищення маси поїздів (до 8-12 тисяч тонн), займався дослідженнями способів розміщення і закріплення вантажів на відкритому рухомому складі, у розробці ефективних заходів щодо підвищення безпеки руху поїздів. Займався питаннями рухомого складу залізниць, розробкою ефективних технологій перевезень, створенням автоматизованих систем управління для навчального процесу у вишах. 

## Наукові праці
- ДИИТ, ДИИТовцы в годы Великой Отечественной войны [Текст] : метод. разраб. в помощь лекторам / В. А. Каблуков, А. И. Кулиш, В. П. Степанчук ; Днепропетр. обл. орг. о-ва «Знание», Днепропетр. ин-т инженеров ж.-д. трансп. – Днепропетровск, 1985. – 24 с.
- Подвижной состав промышленного железнодорожного транспорта [Текст] : учеб. для техникумов / В. А. Каблуков, О. М. Савчук. – 2-е изд., перераб. и доп. – Киев : Выща шк., 1990. – 296 с.
- Динамико-прочностные качества сцепа платформ с упругим грузом [Текст] / А. М. Бабаев, В. А. Каблуков, А. В. Шатунов // Динамика вагонов : сб. науч. тр. / Петербург. ин-т инж. ж.-д. трансп. – Санкт-Петербург, 1993. – С. 118–120.

## Патенти
Винахідник. Отримав ряд патентів та авторських свідоцтв:
- А. с. 724379 СССР. Двухосная тележка грузового вагона [Текст] / Лазарян В. А., Двухглавов В. А., Каблуков В. А., Савчук О. М., Демин Ю. В., Кривецкий А. А., Гейлер М. П., Мехов Д. Д., Завадич А. В.; ДОИМ Уралвагонзавод, ДИИТ // БИ. – 1980. – № 12. – 3 с.
- А. с. 856877 СССР МКИ кл. В 61 Су 9/08. Гидропневматический амортизатор [Текст] / В. А. Каблуков, Е. П. Блохин, Л. А. Манашкин, А. В. Юрченко и [и др.] (СССР) ; ДИИТ, ЦКБ транспорт. машиностроения г. Калинина, ВНИИ вагоностроения. - № 2856601/27 ; заявл. 07.12.1979 ; опубл. 23.08.1981, Бюл. № 31. – 1 с.
- Пат. 32097 А Украина, МПК 6 В 61 G 1/00. Газоеластомерний поглинаючий апарат залізничного транспорту [Текст] : деклараційний патент на винахід / Безлюдний А. І., Блохін Є. П., Бубнов В. М., Кабачний В. П., Каблуков В. А., Клюєвський В. В., Ковалевський В. І., Крюков С. Г., Лашко А. Д., Манашкін Л. А., Мархай В. В., Носенко В. Г., Плахотнік В. М., Савчук О. М. ; заявник та патентовласник Дніпропетр. держ. техн. ун-т залізн. трансп. – № 98126817 ; заявл. 23.12.98 ; опублік. 15.12.2000, Бюл. № 7-II. – 1 с.

## Нагороди
Володар 28 урядових нагород серед яких: 
- Орден Червоної Зірки
- Орден Вітчизняної війни другого ступеня
- Орден Трудового Червоного Прапора
- Орден «Знак Пошани»
- Медаль «За відвагу»
- Медаль «За трудову відзнаку»
- Медаль «За вірність у війні 1939-1945 років»
- Почесні грамоти Президії Верховної Ради УРСР
- Почесні відзнаки Президента України
- Заслужений працівник вищої школи України
- Почесний залізничник СРСР і України